# Равело
Равело (на италиански: Ravello) е град и община в Южна Италия.

## География
Равело е морско курортно градче в област (регион) Кампания на провинция Салерно. Разположен е на северния бряг на Салернския залив. Той е град от Амалфийското крайбрежие. На около 13 км в източна посока се намира провинциалния център Салерно. На около 50 км на северозапад е град Неапол. Непосредствено след Равело в западна посока е друго живописено курортно градче Минори. На изток на около 3 км след Равело е град Майори, също морски курорт. Население 2482 жители към 1 април 2009 г.

## История
Градът е основан от римляните през 6 век. През 9 век е бил част от републиката Амалфи. През 13 век населението на Равело е било около 35 000 жители.

## Архитектура
Повечето архитектурни паметници в Равело датират от 11-13 век и са построени в арабско-сицилиански стил. За Равело са характерни неговите тесни и стръмни улици.

## Архитектурни забележителности
- Катедралата. Построена през 11 век. През 18 век след реставрационни работи нейният вид е променен основно. До днес са запазени единствено бронзовите врати, които са в романско-византийски стил и мозайките на амвона, изработени от районния адвокат Николо от град Фоджа.
- Вила „Чимбрионе“
- Вила „Руфоло“
- Ботаническата градина във вила „Руфоло“

## Икономика
Главен отрасъл в икономиката на Равело е морският туризъм.

## Събития
- Музикалният фестивал, на който преобладават изпълнения на творби на Рихард Вагнер
- Ежегодният фестивал за празника на града на 27 юли

## Личности, родени в Равело
- Алеардо Вила (1865-1906), художник

## Личности, свързани с Равело
- Гор Видал (1925-2012), американски писател, живял в Равело
- Рихард Вагнер (1813-1883), германски композитор, живял в Равело